# ステファノス・ツィマス
ステファノス・ツィマス（ギリシア語: Στέφανος Τζίμας, Stefanos Tzimas, 2006年1月6日 - ）は、ギリシャ・テッサロニキ出身のサッカー選手。ポジションはFW。

## クラブ歴
2013年、7歳の時にPAOKテッサロニキの下部組織に入団。
2021/22シーズン、15歳で17試合16得点と多くのスカウトから注目を浴び成長を遂げた。
2022年、ギリシャ・スーパーリーグ2・PAOK Bに昇格し、16歳10ヶ月でデビュー。
2023年、ギリシャ・スーパーリーグ・PAOKテッサロニキのトップチームに昇格し、ギリシャカップでカラマタFC戦にデビュー。
2023年10月11日、イギリスの新聞『ガーディアン』にも選ばれた。
2024年6月27日、ドイツの1.FCニュルンベルクに期限付き移籍。ミロスラフ・クローゼ監督率いるチームで2025年2月1日時点で2. ブンデスリーガ17試合に出場し10ゴール2アシストを記録した。この活躍で一躍注目を集めることになった。
2025年2月3日、ニュルンベルクが買取オプションを行使してPAOKから獲得した上で、イングランド・プレミアリーグのブライトン・アンド・ホーヴ・アルビオンFCがニュルンベルクからツィマスを獲得し、2030年6月までの5年半契約を結んだことが発表された。なお、2024-25シーズン終了まで期限付き移籍で引き続きニュルンベルクに留まる。BBCによれば移籍金は2080万ポンド（2500万ユーロ）と推定されている。

## 個人成績
2024年12月15日現在
| クラブ                | シーズン | リーグ                    | リーグ戦 | リーグ戦 | カップ戦 | カップ戦 | リーグ杯 | リーグ杯 | 国際大会 | 国際大会 | 合計 | 合計 |
| クラブ                | シーズン | リーグ                    | 出場     | 得点     | 出場     | 得点     | 出場     | 得点     | 出場     | 得点     | 出場 | 得点 |
| --------------------- | -------- | ------------------------- | -------- | -------- | -------- | -------- | -------- | -------- | -------- | -------- | ---- | ---- |
| PAOK B                | 2022-23  | ギリシャ・スーパーリーグ2 | 9        | 6        | -        | -        | -        | -        | -        | -        | 9    | 6    |
| PAOK B                | 2023-24  | ギリシャ・スーパーリーグ2 | 1        | 1        | -        | -        | -        | -        | -        | -        | 1    | 1    |
| PAOK B                | 通算     | 通算                      | 10       | 7        | -        | -        | -        | -        | -        | -        | 10   | 7    |
| PAOK                  | 2022-23  | ギリシャ・スーパーリーグ  | 4        | 1        | 3        | 0        | -        | -        | -        | -        | 7    | 1    |
| PAOK                  | 2023-24  | ギリシャ・スーパーリーグ  | 16       | 3        | 3        | 1        | -        | -        | 4        | 0        | 23   | 4    |
| PAOK                  | 通算     | 通算                      | 20       | 4        | 6        | 1        | -        | -        | 4        | 0        | 30   | 5    |
| ニュルンベルク (loan) | 2024-25  | 2. ブンデスリーガ         | 17       | 10       | 1        | 0        | -        | -        | -        | -        | 18   | 10   |
| ニュルンベルク (loan) | 通算     | 通算                      | 17       | 10       | 1        | 0        | -        | -        | -        | -        | 18   | 10   |
| 総通算                | 総通算   | 総通算                    | 47       | 21       | 6        | 1        | 0        | 0        | 4        | 0        | 51   | 22   |

1. ↑  UEFAカンファレンスリーグ出場

## 獲得タイトル

### クラブ
PAOKテッサロニキ
- ギリシャ・スーパーリーグ：2023–24